# Christmas & Chill
Christmas & Chill es el segundo EP de villancicos de la artista estadounidense Ariana Grande. Fue lanzado el 17 de diciembre de 2015, a través Republic Records. Las seis pistas de las que consta son canciones navideñas originales, que fueron escritas por la cantante.
El EP comercializó 35 000 copias en los Estados Unidos, y 180 000 en el mundo.

## Composición y grabación
Según Grande, el EP fue grabado en menos de una semana en el estudio de su casa. Los créditos de composición son compartidos por Grande con Tommy Brown, Michael Foster, Steven Franks, Victoria Monét, Travis Sayles, Ryan Mateo Tedder y Peter Lee Johnson.

## Recepción de la crítica
Jaleesa M. Jones en USA Today lo llamó "una oda al romance festivo del invierno." Emma Garland de Noisey dijo que el álbum "básicamente suena como un álbum de Cassie ... pero con cascabeles y letras como 'en la estación del tren,  dando un poco de amor! ' Es básicamente el jugueteo festivo perfecto ".

## Lista de canciones
| N.º | Título                  | Duración |  |
| 1.  | «Intro»                 | 1:05     |  |
| 2.  | «Wit It This Christmas» | 2:41     |  |
| 3.  | «December»              | 1:56     |  |
| 4.  | «Not Just on Christmas» | 2:02     |  |
| 5.  | «True Love»             | 2:46     |  |
| 6.  | «Winter Things»         | 2:38     |  |

#### Relanzamiento japonés
| N.º | Título                                                | Duración |  |
| 7.  | «Into You (Alex Ghenea Remix) (featuring Mac Miller)» | 4:10     |  |

## Listas
| Listas (2015–16)                   | Mejor posición |
| ---------------------------------- | -------------- |
| Australia (ARIA)                   | 49             |
| Canadá (Billboard Canadian Albums) | 43             |
| Suecia (Sverigetopplistan)         | 30             |
| Estados Unidos (Billboard 200)     | 34             |
| US Holiday Albums (Billboard)      | 3              |